# プスコーフ (国境警備艦)
プスコーフ（ロシア語：Псковプスコーフ）は、ソ連で建造されたロシア連邦の国境警備艦(пограничный сторожевой корабль)である。艦の規模から、しばしばフリゲートに分類される。艦名は、ロシア連邦の都市プスコーフにちなむ。

## 概要

### 来歴
プスコーフは、ソ連国家保安委員会(KGB)国境軍海上部の発注による11351号計画「ネレーイ」型国境警備艦の4 番艦として計画された。当初の艦名はイーメニ70レートVChK-KGB(Имени 70-лет ВЧК-КГБイーミェニ・スィミーヂェスャチ・リェート・ヴェーチェーカー・カーゲーベー)であった。これは、ロシア語で「VChK-KGBの70年記念」という意味の名称であった。VChK即ち反革命及びサボタージュ取締り全ロシア非常委員会(いわゆる「チェカ」)は1917年に組織されたKGBの始祖であり、ロシア革命後最初に組織された公式の秘密警察・国境警備機関であった。イーメニ70レートVChK-KGBという艦名は、70年目を迎えたソ連における国境管理の歴史を記念する名称であった。なお、資料によっては艦名をイーメニ70レートVChK-KGB(Имени 70-летия ВЧК-КГБイーミェニ・スィミヂィスャータヴァ・リェーチヤ・ヴェーチェーカー・カーゲーベー)、「VChK＝KGBの70周年記念」としている。両名称はほぼ同じ意味であるものの、厳密には前者が「VChKからKGBに至る70年間」を記念しているのに対し、後者では「VChKからKGBに至った70年目」を記念していることになる。なお、同じ由来を持つ記念メダルや記念名誉賞では、前者の名称が用いられている。
イーメニ70レートVChK-KGBは、1986年にケルチのB・Ye・ブートマ記念ザリーフ造船所第204工場で起工、1987年には進水し、この年12月30日に竣工した。
11351型国境警備艦は極東方面へ集中配備することが予定されており、イーメニ70レートVChK-KGBも1988年にはセヴァストーポリを出航、アフリカ大陸沿岸を一周してソ連の極東岸を目指した。ポートサイド、アデン、カムラン湾、ヴラジヴォストークを経由し、配備先であるペトロパーヴロフスク＝カムチャーツキイで実働状態に入った。国境や200海里排他的経済水域の警備をその任務とし、場合によっては国境を侵した潜水艦の撃滅や航行船舶の護衛、上陸部隊の安全の確保を行うものとされた。特に、日本海や千島列島(クリル列島)における漁船の違法操業の取締りが目下の主要任務となった。艦長はV・S・ストリジョフ1等佐官であった。
1991年8月24日にソ連が崩壊すると、イーメニ70レートVChK-KGBは他の艦艇とともにロシア連邦の海上国境警備隊に引き継がれた。1992年には、前時代的な名称を嫌いプスコーフと改称された。国の経済の悪化から11351型国境警備艦の活動はあまり積極なものとはなり得ず、多くの艦はメンテナンスを受けられないまま繋留放置された。プスコーフもそうした不幸な1 艦で、ペトロパーヴロフスク＝カムチャーツキイ港で放置され続けた。結局、2002年には連邦保安庁(FSB)より除籍された。

### 退役後
2003年2月28日、プスコーフは解体のため中華人民共和国へと曳航された。しかし2004年1月に北朝鮮の南浦の港に係留されていたことが判明した。北朝鮮はプスコーフを修繕、再武装を行った上で朝鮮人民軍海軍に再就役することを計画していたが、様々な要因から再生計画は行われず、2006年から2008年初頭にかけて解体された。

### 要綱
プスコーフは、武装としては、短射程艦対空ミサイル・コンプレックスや100 mm両用砲、30 mm多砲身機関砲(近接防禦火器システム)を装備した。レーダーとしてはまず、3番艦に続き当時最新型の3次元レーダーMR-760「フレガートMA」が本艦より採用された。対空捜索レーダーとしては、MR-212/201「ヴァイガーチU」、「ヴォールガ」、「キヴァーチ」が搭載された。これに加え、火器管制レーダーとして対空火器管制用のMPZ-301「バーザ」、主砲管制用のMR-114「バールス」、近接防禦火器システム用のMP-123「ヴィーンペル」電子戦装備としてMP-401S「スタールトS」やPK-16が搭載された。水中音響探知システムとしては、MGK-335S「プラーチナS」と可変追跡装置MGK-345「ブローンザ」、水中通信システムMG-26およびMGS-407Kが搭載された。この他、航法機械、各種データー処理機器及び指揮・通信設備、電子戦用設備を搭載していた。また、後甲板にはKa-27などのヘリコプターを搭載するための飛行甲板と格納庫が備えていた。
ガスタービン動力のエンジンは、30 kn以上の速力と、速力14 knにおける4000 浬の航続力とを保障していた。また、外部からの補給なしに30日間行動を続けることが可能であるとされていた。